# Biblioteca Cotton

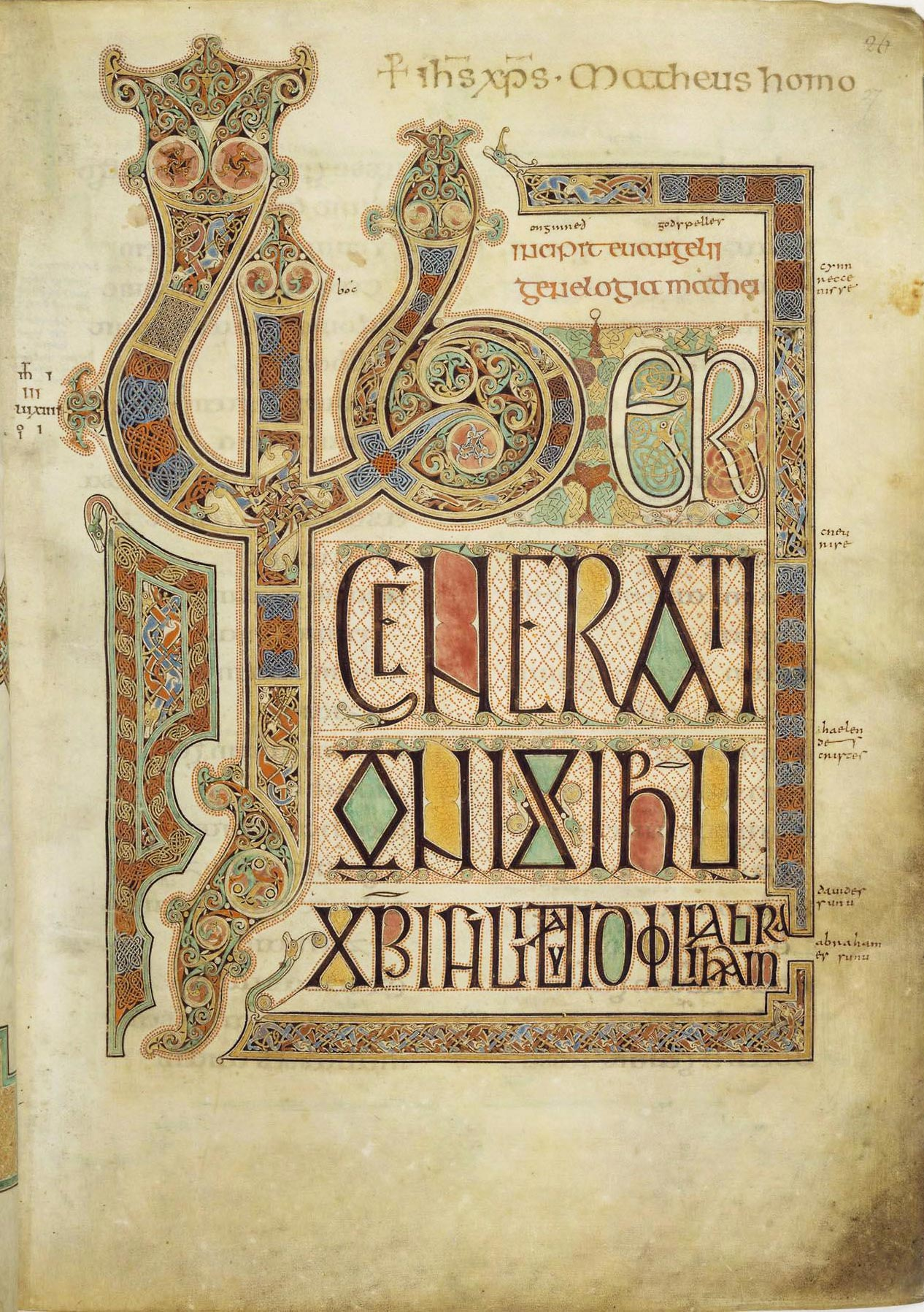
Los Evangelios de Lindisfarne son tan solo uno de los tesoros coleccionados por Sir Robert Bruce Cotton.

La Biblioteca Cotton o Cottoniana (Cotton Library o Cottonian Library) fue una colección privada de Sir Robert Bruce Cotton M. P. (1571–1631), anticuario y bibliófilo inglés, que incluía libros, manuscritos, monedas y medallas. La utilizaron los principales eruditos de la época, entre los que se encontraban Francis Bacon, Walter Raleigh y James Ussher. Richard James ejerció como su bibliotecario.
A la biblioteca de Sir Robert se agregaron más tarde numerosos libros y artefactos procedentes de la disolución de los monasterios, colección conocida como la Biblioteca del Rey o Biblioteca Regia (King's Library o Regius Library), y formó la base de lo que hoy es la Biblioteca Británica. El conjunto se convirtió en el mayor recurso único conocido de literatura en inglés antiguo e inglés medio. Varios trabajos muy conocidos, como Beowulf, el poema Perla y los Evangelios de Lindisfarne, sobreviven hoy solo gracias a la biblioteca de Sir Robert.

## Historia

### Formación de la colección
A principios del siglo XVII hasta los registros oficiales del Estado y los papeles importantes se conservaban pobremente, y a menudo eran retenidos en manos privadas, desatendidos o destruidos por los funcionarios. Sir Robert recopiló y almacenó cien volúmenes de papeles oficiales, lo que en la práctica estableció un precedente en el derecho inglés. En 1622, la casa de Sir Robert estaba con su biblioteca justo al norte del Parlamento. Strype se refiere así a la mansión Cotton: «en el pasaje que va de Westminster Hall al patio del Palacio Viejo, un poco más allá de las escaleras que suben a la capilla de San Esteban, hoy el Parlamento [es decir, en el presente la Cámara de los Comunes], está la casa de la antigua y noble familia Cotton, donde se conserva una muy estimable biblioteca de volúmenes manuscritos, tomados tanto del país como del extranjero». Sir Christopher Wren describió la casa en su época como «en una condición muy ruinosa». La biblioteca era un recurso valioso y el lugar de reunión tanto de anticuarios y eruditos como de políticos, incluyendo a los líderes de la oposición, como Pym, Selden, Wentworth o Sir Edward Coke.
Una prueba de tal importancia era muy valiosa en aquel tiempo, en el que la política del reino se dirimía históricamente entre el rey y el Parlamento. Sir Robert supo que su biblioteca era de vital interés público y, aunque permitió libremente su consulta, le hizo objeto de hostilidad por parte del Gobierno. El 3 de noviembre de 1629 fue arrestado por difundir un panfleto tachado de sedicioso (en realidad había sido escrito quince años antes por Robert Dudley) y la biblioteca fue clausurada con ese pretexto. Cotton fue liberado el 15 de noviembre, y se le levantaron los cargos al siguiente mayo, pero la biblioteca permaneció clausurada hasta la muerte de Sir Robert; siendo restaurada a su hijo y heredero Sir Thomas Cotton, en 1633. La narración moderna más prolija, aunque incompleta, de estos hechos es la proporcionada por D. S. Berkowitz en 1988.

### Donación de la biblioteca
El nieto de Sir Robert, Sir John Cotton, donó la biblioteca a la nación de Gran Bretaña. Su historia temprana se resume en el texto introductorio de las Actas del Parlamento 12 y 13 Gul. III c.7 de 1700/1, que establecen mediante estatutos un régimen fiduciario para la Biblioteca Cottoniana:

Sir Robert Cotton late of Connington in the County of Huntingdon Baronett did at his own great Charge and Expense and by the Assistance of the most learned Antiquaries of his Time collect and purchase the most useful Manuscripts Written Books Papers Parchments [Records] and other Memorialls in most Languages of great Use and Service for the Knowledge and Preservation of our Constitution both in Church and State which Manuscripts and other Writings were procured as well from Parts beyond the Seas as from severall Private Collectors of such Antiquities within this Realm [and] are generally esteemed the best Collection of its Kind now any where extant And whereas the said Library has been preserved with the utmost Care and Diligence by the late Sir Thomas Cotton Son of the said Sir Robert and by Sir John Cotton of Westminster now living Grandson of the said Sir Robert and has been very much augmented and enlarged by them and lodged in a very proper Place in the said Sir Johns ancient Mansion House at Westminster which is very convenient for that Purpose And whereas the said Sir John Cotton in pursuance of the Desire and Intentions of his said Father and Grandfather is content and willing that the said Mansion House and Library should continue in his Family and Name and not be sold or otherwise disposed or imbezled and that the said Library should be kept and preserved by the Name of the Cottonian Library for Publick Use & Advantage [...]
Sir Robert Cotton, más tarde Barón de Connington en el Condado de Huntingdon, a su propio oneroso cargo y expensas y con la ayuda de los anticuarios más eruditos de su tiempo, coleccionó y adquirió los más útiles manuscritos, libros, pergaminos [registros] y otros escritos en muchos idiomas de gran uso y servicio para el conocimiento y preservación de nuestra identidad, tanto religiosa como civil. Estos manuscritos y otros escritos fueron recopilados tanto de ultramar como de varios coleccionistas privados de esas antigüedades en este reino, [y] son generalmente estimados hoy como la mejor colección de su clase en el mundo. Y como sea que la mencionada biblioteca ha sido conservada con el mayor cuidado y diligencia por Sir Thomas Cotton, hijo del mencionado Sir Robert y por Sir John Cotton de Westminster, nieto vivo del mencionado Sir Robert, y ha sido muy aumentada e incrementada por ellos y alojada en un lugar muy adecuado en la antigua mansión del mencionado Sir John en Westminster, muy conveniente para ese propósito. Y como sea que el mencionado Sir John Cotton, siguiendo los deseos e intenciones de sus mencionados padre y abuelo, está contento y deseoso de que las mencionadas mansión y biblioteca continúen en su familia y nombre y no sean vendidas o dispuestas de otra manera ni malversadas, y que la mencionada biblioteca deba ser mantenida y conservada con el nombre de Biblioteca Cottoniana para el público uso y beneficio [...]

A partir de estos estatutos, se nombraron fiduciarios para la biblioteca, que la trasladaron desde la ruinosa Cotton House. Primero fue a Essex House, en el Strand, pero temiendo el riesgo de un incendio fue de nuevo trasladada a Ashburnham House, un poco al oeste del Palacio de Westminster.

### El incendio de Ashburnham House

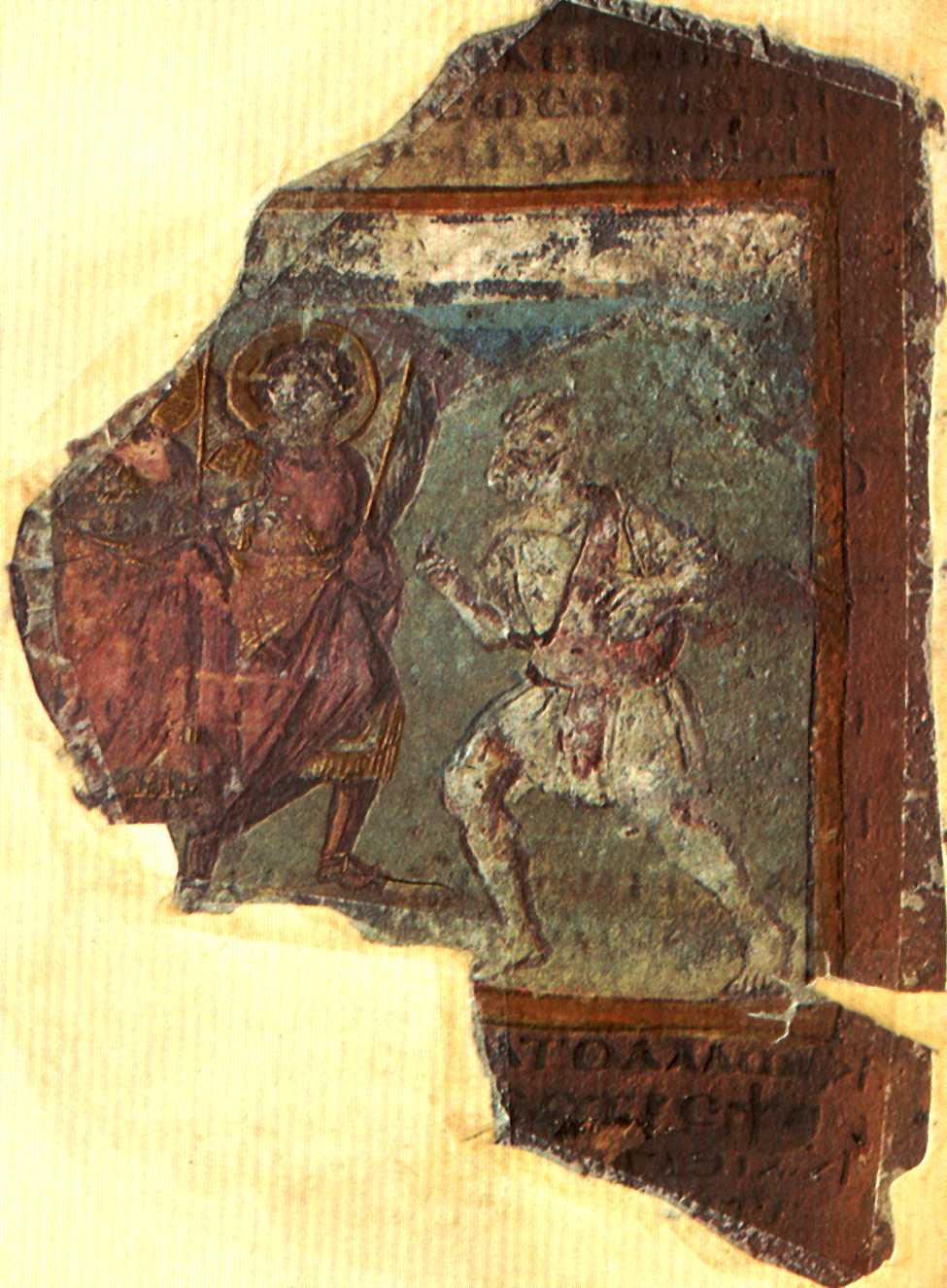
El Génesis Cotton resultó prácticamente destruido por el incendio de Ashburnham House.

El 23 de octubre de 1731 se produjo un incendio en Ashburnham House, en el que se perdieron numerosos manuscritos, mientras que otros papeles resultaron chamuscados o dañados por el agua. En total se perdió o dañó la cuarta parte de la colección. El bibliotecario, Dr. Bentley, escapó de las llamas con el valiosísimo Codex Alexandrinus bajo el brazo, una escena presenciada y más tarde descrita a Lady Charlotte Sundon por Robert Freind, director de la Westminster School.  El portavoz Onslow, como uno de los fiduciarios estatutarios de la biblioteca, dirigió y supervisó personalmente un notable programa de restauración para los medios de su tiempo. El informe publicado de su trabajo resulta de importancia fundamental en la bibliografía sobre la biblioteca. Afortutadamente, se habían hecho copias de algunos de los manuscritos perdidos (aunque no de todos), y muchos de los dañados pudieron ser restaurados de forma satisfactoria en el siglo XIX.

## Fondos

### Clasificación
Sir Robert Cotton organizó su biblioteca mediante una referencia a la estantería, estante y posición de un determinado volumen. Cada estantería de la biblioteca estaba coronada por el busto de un césar de la Antigua Roma, por lo que su notación se componía de:
- el nombre de un césar para la estantería;
- una letra mayúscula para el estante, comenzando por la A para el estante superior de cada estantería;
- un número romano para el volumen entre los contenidos en el estante.

De ese modo, los dos manuscritos más famosos de la biblioteca se denominan, por ejemplo, «Cotton Vitellius A.xv» y «Cotton Nero A.x». Para el día a día de Sir Robert eso significaba «bajo el busto de Vitelio, en el estante superior, el decimoquinto volumen», para el Liber Monstrorum del manuscrito de Beowulf; o «ve al busto de Nerón, estante superior, décimo tomo» para el manuscrito que contenía todos los trabajos del poeta Pearl. En la Biblioteca Británica aún se catalogan esos valiosos tomos por las referencias de Cotton.
De este esquema de clasificación se apartaba ligeramente la estantería dedicada al emperador Augusto, que estaba dedicada a planos y otros elementos de gran formato.

### Manuscritos notables
Se pueden destacar los siguientes manuscritos notables del contenido de la biblioteca:
- Augustus
  - ii.106 — Carta Magna: ejemplificación de 1215.
- Caligula
  - A.ii — «Un pistilo de Susan» («A Pistil of Susan», poema probablemente de Huchoun, fragmento).
  - A.ix — Brut, de Layamon (versión larga).
  - A.xv — Crónica de la mesa de Pascua (Easter Table Chronicle).
- Claudius
  - B.vi — Génesis Cotton (fragmento).
  - D.ii — Leges Henrici Primi, un manuscrito iluminado de un tratado legal del siglo XII, copiado hacia 1310.[8]
  - D.iv, folios 48-54 — De Iniusta Vexacione Willelmi Episcopi Primi (perdida la introducción y parte de la conclusión).[9]
- Cleopatra
  - A.ii — Vida de Santa Módena (Life of St. Modwenna).
- Domitian
  - A.viii — Epítome bilingüe de Canterbury (Crónica anglosajona F).
  - A.ix — «Fragmento cotoniano» del Epítome bilingüe de Canterbury (Crónica anglosajona H), escrito en runas futhorc.
- Faustina
  - A.x — «Glosas adicionales al glosario de la Gramática de Aelfrico» (Ælfric o Aelfrico de Eynsham).
- Galba
  - A.xviii — Salterio de Athelstan.
- Julius
  - A.x — Martirologio en inglés antiguo.
  - E.vii — Vidas de santos, de Aelfrico de Eynsham.
- Nero
  - A.x — Perla (Pearl) y Sir Gawain y el Caballero Verde (Sir Gawain and the Green Knight).
  - D.iv — Evangelios de Lindisfarne.
- Otho
  - A.xii — La batalla de Maldon (The Battle of Maldon, destruido por el incendio de 1731).
  - B.x — María de Egipto (Mary of Egipt, fragmentario).
  - B.x, folio 165 — «Poema rúnico anglosajón» (destruido por el incendio de 1731).
  - B.xi, folio 2 — Fragmento de una copia (Crónica anglosajona G, A² o W) de la Crónica de Winchester (Crónica anglosajona A).
  - C.i — De creatore et creatura, de Aelfrico de Eynsham.
  - C.v — Evangelios de Otho-Corpus (fragmentarios).
  - C.xiii — Brut, de Layamon (versión breve).
- Tiberius
  - A.vi — Crónica de Abingdon I (Crónica anglosajona B).
  - A.xiii — Cartulario de Hemming.
  - B.i — Crónica de Abingdon II (Crónica anglosajona C).
  - B.iv — Crónica de Worcester (Crónica anglosajona D).
  - B.v — Labores de los meses (Labours of the Months).
  - C.ii — Historia ecclesiastica gentis Anglorum, de Beda el Venerable.
- Titus
  - D.xxvi — Breviario de Aelfwino.
- Vespasian
  - A.i — Salterio Vespasiano.
  - D.xiv — De duodecim abusivis, de Aelfrico de Eynsham.
- Vitellius
  - A.xv — «Códice Nowell», que contiene Beowulf y el poema Judit.